# シェイエンヌを探して
『シェイエンヌを探して』（仏: Oublier Cheyenne, 英: Looking for Cheyenne）は、2005年製作のフランスの映画。
2008年7月13日の第17回東京国際レズビアン&ゲイ映画祭にてアジア初公開。また、2009年1月27日に第4回関西クィアフィルムフェスティバルにて上映された。

## キャスト
- シェイエンヌ：ミラ・デッカー（フランス語版）
- ソニア：オレリア・プティ（フランス語版）
- ピエール：マリック・ジディ

## 受賞
- トリノ国際GLBT映画祭・Special Mention賞